# تقدم وخطط ومشكلات
التقدم والخطط والمشكلات (PPP) عبارة عن تقنية إدارية تستخدم في تقرير الحالة المتكرر (يوميًا أو أسبوعيًا أو شهريًا). وفيها يتم تقديم تقرير عن إنجازات وأهداف وتحديات تتراوح من 3 إلى 5 لفرد ما. وتستخدم هذه التقنية في المؤسسات في مواقف مثل تقديم تقرير عن علاقة الموظف بالمدير أو علاقة الفرد بالفريق أو علاقة كبير الإداريين التنفيذيين (CEO) بمجلس الإدارة والمستثمرين والمستشارين.
وقد استخدمت تقنية التقرير عن التقدم والخطط والمشكلات في شركات مثل سكايب (Skype) وفي مُسرّعات بدء التشغيل مثل سيدكامب (Seedcamp) كعملية تقديم تقارير داخلية خاصة بهذه الشركات.

## وصلات خارجية
- Description by Emi Gal, co-founder of Brainient
- Description by Colin Nederkoorn, co-founder of Customer.io